# Comuna de Biecz
Biecz (polaco: Gmina Biecz) é uma gminy (comuna) na Polónia, na voivodia de Pequena Polónia e no condado de Gorlicki. A sede do condado é a cidade de Biecz.
De acordo com os censos de 2004, a comuna tem 16 989 habitantes, com uma densidade 171,1 hab/km².

## Área
Estende-se por uma área de 99,28 km², incluindo:
- área agricola: 75%
- área florestal: 14%

## Demografia
Dados de 30 de Junho 2004:
|                      | Total   | Total | Mulheres | Mulheres | Homens  | Homens |
| -------------------- | ------- | ----- | -------- | -------- | ------- | ------ |
|                      | pessoas | %     | pessoas  | %        | pessoas | %      |
| População            | 16 989  | 100   | 8659     | 51       | 8330    | 49     |
| Densidade (pop./km²) | 171,1   | 100   | 87,2     | 87,2     | 83,9    | 83,9   |

De acordo com dados de 2002, o rendimento médio per capita ascendia a 1283,05 zł.

## Comunas vizinhas
- Gorlice
- Lipinki
- Moszczenica
- Rzepiennik Strzyżewski
- Skołyszyn
- Szerzyny